# Issa Doumbia (calciatore)
Issa Doumbia (Treviglio, 16 ottobre 2003) è un calciatore italiano, centrocampista del Venezia e della nazionale under-21 italiana.

## Carriera

### Club
Doumbia è cresciuto nel settore giovanile dell'AlbinoLeffe con cui ha debuttato il 15 settembre 2021 nell'incontro di Coppa Italia Serie C vinto ai rigori contro la Pro Vercelli. Ha segnato il suo primo gol il 20 febbraio 2022 contro la Pergolettese in Serie C.
Il 29 giugno 2024 è stato acquistato dal Venezia, neopromosso in Serie A. Ha esordito in serie A il 25 agosto, entrando nei minuti finali di Fiorentina-Venezia (0-0) al posto di Mikael Egill Ellertsson. 
Il 16 agosto 2025 segna la sua prima doppietta con i veneti, nella sfida di Coppa Italia vinta 4-0 contro il Mantova.

### Nazionale
Nel marzo del 2025, Doumbia riceve la sua prima convocazione con la nazionale under 21, guidata da Carmine Nunziata, in vista delle partite amichevoli contro Paesi Bassi e Danimarca. Quindi, debutta in maglia azzurra nel primo dei due incontri, il 21 marzo 2025, sostituendo Giovanni Fabbian al 62° minuto dell'incontro con i Paesi Bassi, persa per 2-1. Nel giugno 2025 viene convocato per l'Europeo Under-21 organizzato in Slovacchia.

## Statistiche

### Presenze e reti nei club
Statistiche aggiornate al 16 agosto 2025.
| Stagione           | Squadra            | Campionato         | Campionato | Campionato | Coppe nazionali | Coppe nazionali | Coppe nazionali | Coppe continentali | Coppe continentali | Coppe continentali | Altre coppe | Altre coppe | Altre coppe | Totale | Totale |
| Stagione           | Squadra            | Comp               | Pres       | Reti       | Comp            | Pres            | Reti            | Comp               | Pres               | Reti               | Comp        | Pres        | Reti        | Pres   | Reti   |
| ------------------ | ------------------ | ------------------ | ---------- | ---------- | --------------- | --------------- | --------------- | ------------------ | ------------------ | ------------------ | ----------- | ----------- | ----------- | ------ | ------ |
| 2021-2022          | AlbinoLeffe        | C                  | 9          | 1          | CI+CI-C         | 0+3             | 0               | -                  | -                  | -                  | -           | -           | -           | 12     | 1      |
| 2022-2023          | AlbinoLeffe        | C                  | 34+2       | 1          | CI+CI-C         | 0+1             | 0               | -                  | -                  | -                  | -           | -           | -           | 37     | 1      |
| 2023-2024          | AlbinoLeffe        | C                  | 33         | 2          | CI+CI-C         | 0               | 0               | -                  | -                  | -                  | -           | -           | -           | 33     | 2      |
| Totale AlbinoLeffe | Totale AlbinoLeffe | Totale AlbinoLeffe | 76+2       | 4          |                 | 4               | 0               |                    | -                  | -                  |             | -           | -           | 82     | 4      |
| 2024-2025          | Venezia            | A                  | 24         | 0          | CI              | 1               | 0               | -                  | -                  | -                  | -           | -           | -           | 25     | 0      |
| 2025-2026          | Venezia            | B                  | 0          | 0          | CI              | 1               | 2               | -                  | -                  | -                  | -           | -           | -           | 1      | 2      |
| Totale Venezia     | Totale Venezia     | Totale Venezia     | 24         | 0          |                 | 2               | 2               |                    | -                  | -                  |             | -           | -           | 26     | 2      |
| Totale carriera    | Totale carriera    | Totale carriera    | 102        | 4          |                 | 6               | 2               |                    | -                  | -                  |             | -           | -           | 108    | 6      |

### Cronologia presenze e reti in nazionale
| Cronologia completa delle presenze e delle reti in nazionale ― Italia under 21 | Cronologia completa delle presenze e delle reti in nazionale ― Italia under 21 | Cronologia completa delle presenze e delle reti in nazionale ― Italia under 21 | Cronologia completa delle presenze e delle reti in nazionale ― Italia under 21 | Cronologia completa delle presenze e delle reti in nazionale ― Italia under 21 | Cronologia completa delle presenze e delle reti in nazionale ― Italia under 21 | Cronologia completa delle presenze e delle reti in nazionale ― Italia under 21 | Cronologia completa delle presenze e delle reti in nazionale ― Italia under 21 |
| Data                                                                           | Città                                                                          | In casa                                                                        | Risultato                                                                      | Ospiti                                                                         | Competizione                                                                   | Reti                                                                           | Note                                                                           |
| ------------------------------------------------------------------------------ | ------------------------------------------------------------------------------ | ------------------------------------------------------------------------------ | ------------------------------------------------------------------------------ | ------------------------------------------------------------------------------ | ------------------------------------------------------------------------------ | ------------------------------------------------------------------------------ | ------------------------------------------------------------------------------ |
| 21-3-2025                                                                      | Venezia                                                                        | Italia under 21                                                                | 1 – 2                                                                          | Paesi Bassi under 21                                                           | Amichevole                                                                     | -                                                                              | 62’                                                                            |
| 24-3-2025                                                                      | Cittadella                                                                     | Italia under 21                                                                | 1 – 1                                                                          | Danimarca under 21                                                             | Amichevole                                                                     | -                                                                              | 45’                                                                            |
| 17-6-2025                                                                      | Trnava                                                                         | Spagna under 21                                                                | 1 – 1                                                                          | Italia under 21                                                                | Europeo Under-21 2025 - 1º turno                                               | -                                                                              |                                                                                |
| Totale                                                                         |                                                                                | Presenze                                                                       | 3                                                                              |                                                                                | Reti                                                                           | 0                                                                              |                                                                                |